# Davidius chaoi
Davidius chaoi là loài chuồn chuồn trong họ Gomphidae. Loài này được Cao & Zheng mô tả khoa học đầu tiên năm 1988.